# Peter Parros

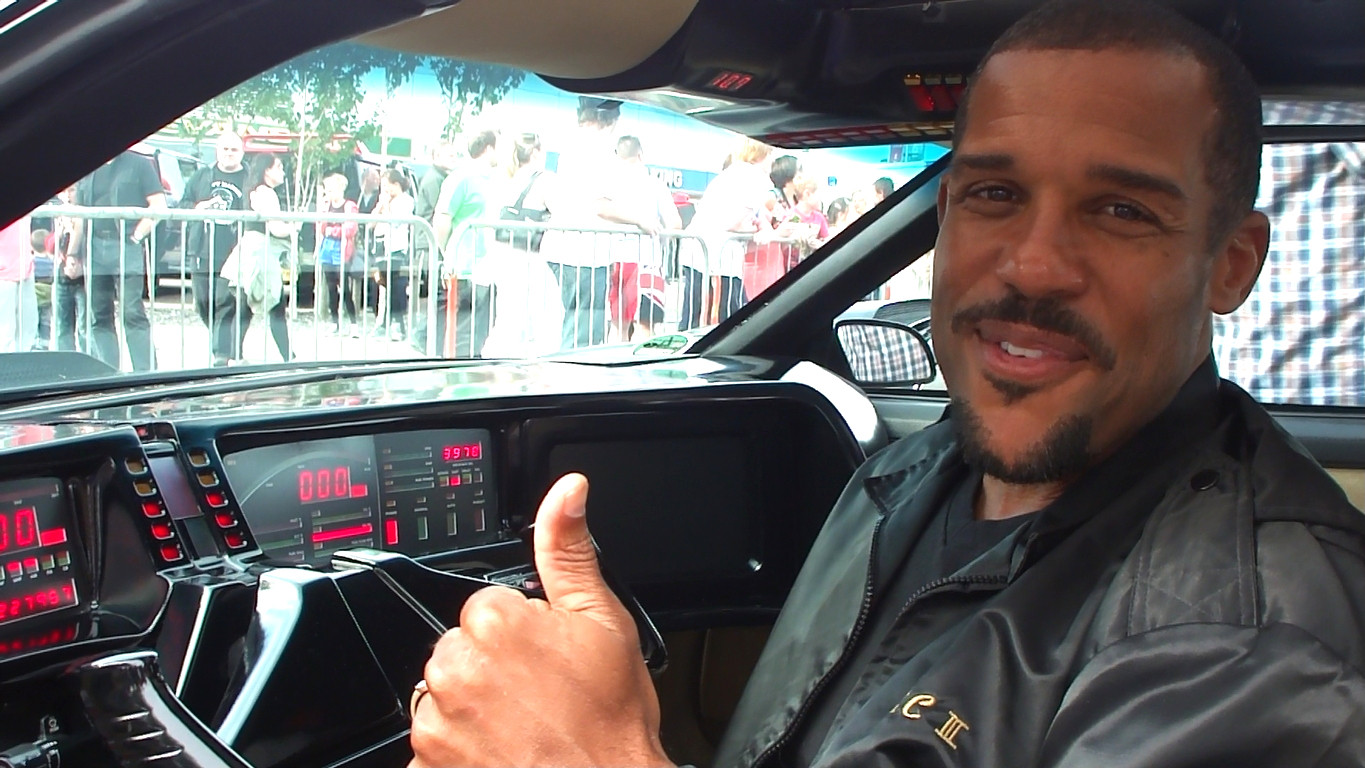
Peter Parros bei der KnightCon 2012

Peter Parros (* 11. November 1960 in Brooklyn, New York City, New York, USA) ist ein US-amerikanischer Schauspieler.
Seine bekannteste Rolle ist die des Reginald Cornelius III, kurz „RC3“, in der vierten und letzten Staffel der TV-Serie Knight Rider. Er hatte außerdem Gastrollen in vielen weiteren Serien, wie The Facts of Life, Charles in Charge, Raumschiff Enterprise: Das nächste Jahrhundert, New York Undercover und Castle (Folge 3x21 Tod im Pool).
Seine erste Rolle in einem Film spielte er 1985 in der Komödie Was für ein Genie.
Peter Parros ist mit der Schauspielerin Jerri Morgan verheiratet. Aus der Ehe stammen ein Sohn und eine Tochter.